# Lamina arcus vertebrae

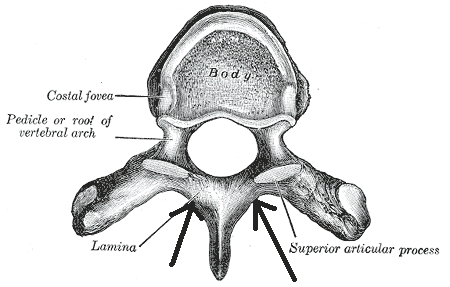
Egy csigolya (a nyilak mutatják a laminát)

A lamina arcus vertebrae két széles lemez a pediculus arcus vertebrae-ból hátrafelé és befelé kiindulva. Egy kört alakít ki (de csak fél kör erejéig a része, mert a többi része a corpus vertebrae), melyet foramen vertebrale-nak nevezünk. Az elülső résznek az alsó és felső része elég durva ahhoz, hogy tapadást biztosítson a ligamenta flava-nak.